# Campeonato Mundial de Atletismo de 2005 - Lançamento de martelo masculino
O lançamento de martelo masculino no Campeonato Mundial de Atletismo de 2005 foi realizada no Estádio Olímpico, em Helsinque, na Finlândia, entre os dias 6 a 8 de agosto de 2005.

## Recordes
Antes desta competição, os recordes mundiais e do campeonato nesta prova eram os seguintes:
| Tipo                  | Atleta            | Distância | Local     | Data                 |
| --------------------- | ----------------- | --------- | --------- | -------------------- |
|                       | Yuriy Sedykh      | 86,74     | Stuttgart | 30 de agosto de 1986 |
| Recorde do campeonato | Szymon Ziółkowski | 83,38     | Edmonton  | 5 de agosto de 2001  |

## Medalhistas
| Ouro                     | Prata                   | Bronze             |
| Vadim Devyatovskiy (BLR) | Szymon Ziółkowski (POL) | Markus Esser (GER) |

## Calendário
Todos os horários estão no horário local (UTC+2)
| Data        | Horário | Fase         |
| ----------- | ------- | ------------ |
| 6 de agosto | 11:30   | Qualificação |
| 8 de agosto | 18:40   | Final        |

## Resultados

### Qualificação
Qualificação: 77.50 m (Q) ou as 12 melhores performances (q).
| Pos. | Grupo | Atleta                   | Nacionalidade  | Tentativas | Tentativas | Tentativas | Marca | Notas |
| Pos. | Grupo | Atleta                   | Nacionalidade  | 1          | 2          | 3          | Marca | Notas |
| ---- | ----- | ------------------------ | -------------- | ---------- | ---------- | ---------- | ----- | ----- |
| 1    | A     | Vadim Devyatovskiy       | Bielorrússia   | 76.86      | 81.20      | —          | 81.20 | Q     |
| 2    | B     | Szymon Ziółkowski        | Polónia        | 75.47      | 78.34      | —          | 78.34 | Q     |
| 3    | A     | Olli-Pekka Karjalainen   | Finlândia      | X          | 76.09      | 77.30      | 77.30 | q     |
| 4    | B     | Andriy Skvaruk           | Ucrânia        | 75.69      | X          | 77.21      | 77.21 | q     |
| 5    | B     | Krisztián Pars           | Hungria        | 75.62      | 75.55      | 76.86      | 76.86 | q     |
| 6    | A     | Holger Klose             | Alemanha       | 76.47      | 74.34      | 72.27      | 76.47 | q     |
| 7    | B     | Markus Esser             | Alemanha       | 73.19      | 71.62      | 76.45      | 76.45 | q     |
| 8    | B     | Ilya Konovalov           | Rússia         | 71.91      | 76.42      | 75.71      | 76.42 | q     |
| 9    | B     | Libor Charfreitag        | Eslováquia     | 76.30      | 75.28      | 75.00      | 76.30 | q     |
| 10   | A     | Vadim Khersontsev        | Rússia         | 74.94      | X          | 75.92      | 75.92 | q     |
| 11   | B     | Alexandros Papadimitriou | Grécia         | 70.97      | 74.99      | X          | 74.99 |       |
| 12   | B     | Lukas Melich             | Chéquia        | X          | 74.53      | X          | 74.5  |       |
| 13   | A     | Chris Harmse             | África do Sul  | 72.30      | 74.37      | 73.17      | 74.37 |       |
| 14   | A     | Alfred Kruger            | Estados Unidos | 73.63      | 73.23      | 70.20      | 73.63 |       |
| 15   | A     | Dilshod Nazarov          | Tajiquistão    | 73.34      | 73.38      | 69.43      | 73.38 |       |
| 16   | A     | András Haklits           | Croácia        | 73.26      | 71.51      | X          | 73.26 |       |
| 17   | A     | Eşref Apak               | Turquia        | 73.00      | X          | 73.04      | 73.04 |       |
| 18   | A     | Miloslav Konopka         | Eslováquia     | X          | 72.91      | X          | 72.91 |       |
| 19   | B     | Ali Al-Zinkawi           | Kuwait         | X          | X          | 72.28      | 72.28 |       |
| 20   | B     | James Parker             | Estados Unidos | 71.95      | X          | 70.94      | 71.95 |       |
| 21   | B     | Mohsen El Anany          | Egito          | 71.78      | X          | 68.95      | 71.78 |       |
| 22   | B     | Roman Rozna              | Moldávia       | 71.52      | 69.30      | 70.45      | 71.52 |       |
| 23   | A     | Ihor Tuhay               | Ucrânia        | 70.66      | X          | 70.85      | 70.85 |       |
| 24   | B     | Nicola Vizzoni           | Itália         | X          | 70.77      | X          | 70.77 |       |
| 25   | B     | \|Andrei Varantsou       | Bielorrússia   | X          | 69.71      | X          | 69.71 |       |
| 26   | B     | Patric Suter             | Suíça          | 65.65      | 68.54      | X          | 68.54 |       |
| 27   | A     | Juan Ignacio Cerra       | Argentina      | 67.72      | 68.44      | 67.50      | 68.44 |       |
| 28   | A     | Dorian Collaku           | Albânia        | 58.83      | —          | —          | 58.83 |       |
| —    | A     | Sergey Kirmasov          | Rússia         | X          | X          | X          | NM    |       |
| —    | B     | Ivan Tsikhan             | Bielorrússia   |            |            |            | DSQ   | Q,    |
| —    | A     | Vladyslav Piskunov       | Ucrânia        |            |            |            | DSQ   | q,    |

### Final
A final ocorreu dia 8 de agosto às 18:40.
| Pos.              | Atleta                 | Nacionalidade | Tentativas | Tentativas | Tentativas | Tentativas | Tentativas | Tentativas | Marca | Notas                |
| Pos.              | Atleta                 | Nacionalidade | 1          | 2          | 3          | 4          | 5          | 6          | Marca | Notas                |
| ----------------- | ---------------------- | ------------- | ---------- | ---------- | ---------- | ---------- | ---------- | ---------- | ----- | -------------------- |
| Medalha de ouro   | Vadim Devyatovskiy     | Bielorrússia  | 78.11      | 80.45      | 82.60      | X          | 80.47      | 82.19      | 82.60 |                      |
| Medalha de prata  | Szymon Ziółkowski      | Polónia       | 78.27      | 76.44      | 79.35      | 77.35      | 78.39      | X          | 79.35 | Recorde da temporada |
| Medalha de bronze | Markus Esser           | Alemanha      | 78.57      | 79.11      | 76.88      | 79.16      | 77.11      | X          | 79.16 |                      |
| 4                 | Olli-Pekka Karjalainen | Finlândia     | 77.05      | X          | 78.55      | 77.20      | X          | 78.77      | 78.77 |                      |
| 5                 | Ilya Konovalov         | Rússia        | 78.59      | 76.21      | 76.60      | 78.08      | 78.44      | 75.36      | 78.59 |                      |
| 6                 | Krisztián Pars         | Hungria       | 76.21      | X          | 77.26      | 78.03      | 76.85      | X          | 78.03 |                      |
| 7                 | Vadim Khersontsev      | Rússia        | 76.16      | 77.59      | 73.63      | 76.81      | X          | 72.24      | 77.59 |                      |
|                   |                        |               |            |            |            |            |            |            |       |                      |
| 8                 | Libor Charfreitag      | Eslováquia    | 76.05      | 75.02      | X          |            |            |            | 76.05 |                      |
| 9                 | Andriy Skvaruk         | Ucrânia       | 74.81      | 72.69      | 76.01      |            |            |            | 76.01 |                      |
| 10                | Holger Klose           | Alemanha      | 74.41      | X          | 74.80      |            |            |            | 74.80 |                      |
| —                 | Ivan Tsikhan           | Bielorrússia  |            |            |            |            |            |            | DSQ   | [ 3 ]                |
| —                 | Vladyslav Piskunov     | Ucrânia       |            |            |            |            |            |            | DSQ   | [ 3 ]                |

Legenda
| Recorde mundial       | Recorde mundial (World record)               |                       | Recorde africano                      | Recorde africano (African) |                                           | Q | Classificado por posição (Qualified) |
| Recorde do campeonato | Recorde do campeonato (Championship record)  | Recorde da América    | Recorde da América (Americas)         | q                          | Classificado por melhor tempo (Qualified) |   |                                      |
| Melhor marca do ano   | Melhor marca do ano (World leading)          | Recorde asiático      | Recorde asiático (Asian)              | DNS                        | Não largou (Did not start)                |   |                                      |
| Recorde nacional      | Recorde nacional (National record)           | Recorde europeu       | Recorde europeu (European)            | DNF                        | Não terminou (Did not finish)             |   |                                      |
| Recorde pessoal       | Recorde pessoal do atleta (Personal best)    | Recorde da Oceania    | Recorde da Oceania (Oceania)          | DSQ / DQ                   | Desclassificado (Disqualified)            |   |                                      |
| Recorde da temporada  | Recorde da temporada do atleta (Season best) | Recorde sul-americano | Recorde sul-americano (South America) | NM                         | Sem marca (No mark)                       |   |                                      |